# Michael Stephens (soccer)
Pour les articles homonymes, voir Michael Stephens.
Michael Francis Stephens, né le 3 avril 1989 à Hinsdale (Illinois), est un joueur américain de soccer. Il joue au poste de milieu de terrain.

## Biographie

### Carrière universitaire
Stephens grandit à Naperville dans l'Illinois puis rejoint l'Edison Academic Center où il joue quatre ans pour l'équipe de soccer à l'UCLA. Il est désigné UCLA Rookie of the Year en 2006. La même année, il est sélectionné pour intégrer l'équipe première des Top Drawer Soccer All-Freshman ainsi que la deuxième équipe de Soccer America's All-Freshman, jouant 24 matchs durant sa première saison.
En 2008, il est nommé MVP de la seconde équipe de Soccer America et devient le troisième joueur de l'histoire des UCLA Bruins a remporter le Pac-10 Player of the Year. Il termine sa carrière à l'Université de Californie à Los Angeles avec 81 matchs, 11 buts et 20 passes.
Pendant ses années à l'université, Stephens a aussi joué pendant deux saisons avec le Chicago Fire Premier en Premier Development League,.

### Professionnalisme avec le Galaxy
Lors du MLS SuperDraft de 2010, il est choisi par les Los Angeles Galaxy en 16e position au premier tour. Il fait ses débuts avec la franchise de Californie le 27 mars 2010 lors du match d'ouverture de la saison 2010 de MLS face au New England Revolution.

### Parcours en Norvège
Laissé libre par les Galaxy à l'issue de la saison 2013, Michael Stephens rejoint le club norvégien de Stabæk où opère l'entraîneur, et ancien sélectionneur, américain Bob Bradley, le 4 mars 2014.

### Carrière internationale
Michael participe à la Coupe du monde des moins de 20 ans 2009 après avoir inscrit un but face au Costa Rica au mois de mai. Il est titulaire pendant les trois matchs des Jeux panaméricains de 2007. En 2012, il fait partie de la campagne de qualification pour les Jeux olympiques de Londres et participe à un match face au Salvador.

## Palmarès

### En club
- Galaxy de Los Angeles
  - Vainqueur de la Coupe MLS en 2011 et 2012
  - Vainqueur du MLS Supporters' Shield en 2010 et 2011.